# Stephano (maan)
Stephano is een maan van Uranus. De maan is in 1999 ontdekt door B.J. Gladman, P.D. Nicholson, J.A. Burns en J.J. Kavelaars. Stephano is genoemd naar de alcoholistische butler uit Shakespeares stuk "The Tempest".
Miranda · Ariel · Umbriel · Titania · Oberon

Cordelia · Ophelia · Bianca · Cressida · Desdemona · Juliet · Portia · Rosalind · Cupid · Belinda · Perdita · Puck · Mab · Francisco · Caliban · Sycorax · Margaret · Prospero · Setebos · Stephano · Trinculo · Ferdinand